# Anette Lykke Petri
Anette Lykke Petri (født 3. februar 1968 i Nykøbing Falster) er en dansk læge, der har været direktør for Styrelsen for Patientsikkerhed siden 8. oktober 2020 i en stilling, hvori hun havde været konstitueret siden maj samme år, hvor hun efterfulgte Anne-Marie Vangsted.
Hun blev uddannet cand.med fra Københavns Universitet i 1999. Hun har derudover en Ph.d. fra samme universitet i 2009, blev speciallæge i samfundsmedicin i 2011 og Master of Public Governance fra CBS i 2018. Hun har tidligere været ansat i Storstrøms Amt og på Rigshospitalet. I 2011 blev hun en del af embedslægeinstitutionen.
I februar 2023 blev hun ridder af Dannebrog.